# Клаудія Лау
Клаудія Лау (11 листопада 1992) — китайська плавчиня. Учасниця літніх Олімпійських ігор 2016 за збірну Гонконгу, де виступала на дистанціях 100 і 200 метрів на спині. Посіла, відповідно, 19-те і 18-те місця і не потрапила до півфіналів.